# Blue Öyster Cult
Blue Öyster Cult je američki rock sastav, osnovan 1970. godine u New Yorku.

## Životopis
Blue Öyster Cult sastav, iako osnovan 1970., postoji još od 1967. kada je djelovao pod imenom “Soft White Underbelly” (1967-68) te kasnije “Stalk-Forrest Group” (1969-70). Početna i najpoznatija petorka BÖC-a (koja je ostala nepromijenjena desetak godina) je: Eric Bloom (vokal, gitara), Donald "Buck Dharma" Roeser (vodeća gitara, vokal), Allen Lanier (klavijature, gitara, vokal), te braća s Long Islanda Albert Bouchard (bubnjevi, vokal) i Joe Bouchard (bas, vokal). Šesti član ove postave je njihov producent, tekstopisac i menadžer Sandy Pearlman koji je kao jedan od priznatih modernih rock kritičara (uz Richarda Meltzera, Paula Williamsa i Jona Landaua) među prvima uveo pojam "heavy metala" u glazbu.
Njihov prvi album "Blue Öyster Cult" izdan je u siječnju 1972. Osim glazbe, koja je bila u potpunosti drugačija od glazbe koju su drugi sastavi svirali, ostao je zapažen i njihov logo "Kronos" koji je i dan danas njihov zaštitni znak. Pjesma “Cities on Flame” s tog albuma se našla među top 40 u New Yorku. S prvim albumom su započele i prve turneje među kojima je najzapaženija bila ona s Aliceom Cooperom. Ohrabreni početnim uspjehom u veljači 1973. izlazi i njihov drugi album "Tyranny and Mutation". Treći album "Secret Treaties" snimljen je u travnju 1974. Za taj album se smatra da je 'najžešći' album sedamdesetih. 
Nakon prva tri studijska albuma snimljen je i prvi 'live' album "On Your Feet or On Your Knees" (dvostruka LP). Uslijedila je i prva europska turneja. Četvrti studijski album "Agents of Fortune" (svibanj 1976.) s pjesmom “(Don't Fear) The Reaper” koja je bila među prvih 12 na billboard ljestvicama donosi još veću slavu i publiku sastavu. Album "Agents of Fortune" tako postaje prva (ali ne i zadnja) zlatna ploča. U promotivnoj turneji albuma "Agents of Fortune" uvode tehnološku novinu u svojim nastupima: Lasere. Međutim, nakon što su im laseri donijeli samo trošak, odlučili su ih prodati. 
U listopadu 1977. izlazi dosta laganiji, ali i dosta dobro prodavan, album "Specters" koji s pjesmom "Godzilla" postiže uspjeh i u Japanu gdje su dobili ime 'glasnici bogova'. Drugi 'live' album "Some Enchanted Evening" snimljen je 1978. U lipnju 1979. izdan je album "Mirrors" koji nije postigao zapaženiji (ali i željeni) uspjeh. Nakon točno godinu dana u lipnju 1980. izlazi album "Cultösaurus Erectus" nakon kojeg BŐC kreće na “Black and Blue” turneju sa Black Sabbath-om (kojemu je Sandy Pearlman te godine postao menadžer). Album "Cultösaurus Erectus" je bio među top 14 albuma u Velikoj Britaniji. Sa sljedećim albumom "Fire of Unknown Origin" (lipanj 1981.) BÖC ponovo ulazi među top 40 (u SAD-u) i to ponajviše radi pjesama “Burnin' For You” i “Joan Crawford”. Te iste godine su snimili i par pjesama za animirani film "Heavy Metal". 
Na tuneji koja je uslijedila nakon albuma došlo je do enormne promjene u sastavu. Osnivač i bubnjar Abert Bouchard se svojim ponašanjem počeo udaljavati od sastava. U travnju 1982. izdan je i treći 'live' LP "Extra Terrestrial Live", koji je ujedno i zadnji album na kojem je Albert Bouchard svirao. Novi bubnjar BÖC-a postaje Rick Downey te u listopadu 1983. izdaju svoj deveti studijski album "Revölution by Night". Nakon Revölution turneje Rick Downey napušta sastav, Albert Bouchard se vraća međutim njegov povratak sastavu traje samo dva tjedna. U to vrijeme, radi glazbenog neslaganja, sastav napušta i Allen Lanier. Nove zamjene su bile: Jimmy Wilcox na bubnjevima i Tommy Zvonchek za klavijaturama. 
U toj postavi BÖC izdaje deseti album "Club Ninja" (siječanj 1986) koji je najmanje favoriziran i među obožavateljima i u sastavu. Uslijedila je nova turneja, a s njom i novi odlazak. Joe Bouchard napušta BÖC, a novi basist u sastavu postaje Jon Rogers. 1987. Allen Lanier se vraća u sastav, Ron Riddle postaje novi bubnjar, BÖC kreće na turneje po Njemačkoj i Grčkoj, a u lipnju 1988. izdaju "Imaginos". To je ujedno i zadnji album koji su izdali pod 'Columbiom'. 
Nakon toga albuma BÖC kreće na 'desetogodišnju' turneju. U tom razdoblju sastav mijenja više puta bubnjare: Chuck Bürgi (Meatloaf), John Miceli (Rainbow), John O’Reilly (Ritchie Blackmore), i od 1997, Bobby Rondinelli (Black Sabbath). Jon Rogers napušta sastav 1995. Greg Smith iz Alice Cooper sastava ga mijenja nakratko dok Danny Miranda s Long Islanda postaje te godine basist BÖC-a. Neko vrijeme je u sastavu svirao gitaru i Al Pitrelli (kasnije Savatage i Megadeth).Nakon deset godina posta, u ožujku 1998, BÖC napokon izdaje svoj novi album "Heaven Forbid". Trenutačno, njihov posljednji studijski album "Curse of the Hidden Mirror" izdan je 2001. U lipnju 2002. izdaju novi (četvrti) 'live' album i DVD "A Long Day’s Night". Prošle godine, radi svoje solo karijere, iz sastava su otišli Danny Miranda i Bobby Rondinelli te su ih zamijenili Jules Radino (bubnjar) i Richie Castellano (basist). Posljednjih trideset (i više) godina Blue Öyster Cult svira i snima svoju jedinstvenu glazbu. Trenutačno se spremaju snimiti još jedan studijski album, a njihov moto "na turneji zauvijek" se još uvijek drži jer godišnje odrade na stotinjak koncerata.

## Članovi
Trenutačna postava
- Eric Bloom (vokal, gitara)
- Donald "Buck Dharma" Roeser (glavna gitara, vokal)
- Allen Lanier (klavijature, gitara, vokal)
- Jules Radino (bubnjevi)
- Richie Castellano (bas)

Prva petorka – osnivači (1970 – 1981)
- Eric Bloom
- Donald "Buck Dharma" Roeser
- Allen Lanier
- Joe Bouchard (bas, vokal)
- Albert Bouchard (bubnjevi, vokal)

Bivši Članovi
- bubnjari: Chuck Bürgi, John Miceli, John O’Reilly, Bobby Rondinelli, Rick Downey, Jimmy Wilcox, Ron Riddle
- basisti: Jon Rogers, Greg Smith, Danny Miranda
- klavijaturisti: Tommy Zvoncheck
- gitaristi: Al Pitrelli

## Diskografija
| Naziv                                                                           | Godina | SAD | VB |
| ------------------------------------------------------------------------------- | ------ | --- | -- |
| Studijski albumi                                                                |        |     |    |
| Blue Öyster Cult                                                                | 1972.  | 172 | -  |
| Tyranny and Mutation                                                            | 1973.  | 122 | -  |
| Secret Treaties                                                                 | 1974.  | 53  | -  |
| Agents of Fortune                                                               | 1976.  | 29  | 26 |
| Spectres                                                                        | 1977.  | 43  | 60 |
| Mirrors                                                                         | 1979.  | 44  | 46 |
| Cultösaurus Erectus                                                             | 1980.  | 34  | 12 |
| Fire of Unknown Origin                                                          | 1981.  | 24  | 29 |
| The Revölution by Night                                                         | 1983.  | 93  | 95 |
| Club Ninja                                                                      | 1986.  | 63  | -  |
| Imaginos                                                                        | 1988.  | 122 | -  |
| Heaven Forbid                                                                   | 1998.  | -   | -  |
| Curse of the Hidden Mirror                                                      | 2001.  | -   | -  |
| St. Cecilia: The Elektra Recordings (snimljeno 1970. sa Stalk-Forrest sastavom) | 2001.  | -   | -  |
| The Symbol Remains                                                              | 2020.  | -   | -  |
| Uživo albumi                                                                    |        |     |    |
| On Your Feet or on Your Knees                                                   | 1975.  | 22  | -  |
| Some Enchanted Evening                                                          | 1978.  | 44  | 18 |
| Extraterrestrial Live                                                           | 1982.  | 29  | 39 |
| Live 1976.                                                                      | 1994.  | -   | -  |
| A Long Day's Night                                                              | 2002.  | -   | -  |
| Filmska glazba                                                                  |        |     |    |
| Heavy Metal                                                                     | 1981.  | -   | -  |
| Bad Channels Soundtrack                                                         | 1992.  | -   | -  |
| "The Stoned Age"                                                                | 1994.  | -   | -  |
| "Halloween"                                                                     | 2007.  | -   | -  |
| Videoigre                                                                       |        |     |    |
| Ripper                                                                          | 1996.  | -   | -  |
| Grand Theft Auto: Vice City                                                     | 2002.  | -   | -  |
| Guitar Hero                                                                     | 2005.  | -   | -  |
| Prey                                                                            | 2006.  | -   | -  |
| True Crime: New York City                                                       | 2006.  | -   | -  |
| Guitar Hero III: Legends of Rock                                                | 2007.  | -   | -  |
| Rock Band                                                                       | 2007.  | -   | -  |
| Kompilacije                                                                     |        |     |    |
| Career of Evil: The Metal Years                                                 | 1990.  | -   | -  |
| On Flame with Rock and Roll                                                     | 1990.  | -   | -  |
| Workshop of the Telescopes (2-disc set)                                         | 1995.  | -   | -  |
| Don't Fear the Reaper: The Best of Blue Öyster Cult                             | 2000.  | -   | -  |
| The Essential Blue Öyster Cult                                                  | 2003.  | -   | -  |
| Singlovi                                                                        |        |     |    |
| (Don't Fear) The Reaper                                                         | 1976.  | 12  | 16 |
| In Thee                                                                         | 1979.  | 74  | -  |
| Burnin' for You                                                                 | 1981.  | 40  | -  |
| Shooting Shark                                                                  | 1983.  | 83  | -  |
| Dancin' In The Ruins                                                            | 1986.  | 9   | -  |
| Astronomy                                                                       | 1988.  | 12  | -  |